# Len Hutton
Len Hutton (Montréal, 13 aprile 1908 – Montréal, 29 settembre 1976) è stato un lunghista canadese.
Alla prima edizione dei Giochi dell'Impero Britannico disputati a Hamilton nel 1930 vinse la medaglia d'oro nel salto in lungo e quella di bronzo nel salto triplo. 
Partecipò ai Giochi olimpici di Los Angeles 1932 senza riuscire a qualificarsi per la finale.

## Palmarès
| Anno | Manifestazione                | Sede     | Evento         | Risultato | Prestazione | Note |
| ---- | ----------------------------- | -------- | -------------- | --------- | ----------- | ---- |
| 1994 | Giochi dell'Impero Britannico | Hamilton | Salto in lungo | Oro       | 7,20 m      |      |
| 1994 | Giochi dell'Impero Britannico | Hamilton | Salto triplo   | Bronzo    | 13,90 m     |      |